# Lista över öar och platser i Stockholms skärgård

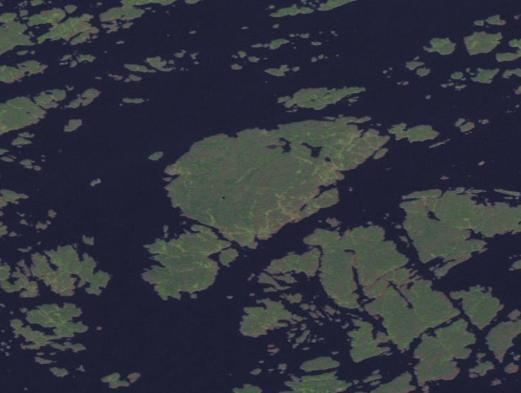
Satellitbild över Möja

Det här är en lista över öar och platser i Stockholms skärgård.
| Norra skärgården (området mellan Arholma och norra Ljusterö) | Mellersta skärgården (området mellan norra Ljusterö och Dalarö) | Södra skärgården (området mellan Dalarö och Landsort inkl. Södertäljeleden) |
| --- | --- | --- |
| - Arholma - Blidö - Fejan - Furusund - Gisslingö - Granhamn - Gräskö - Håtö Svansar - Idö - Kapellskär - Kudoxa - Lidö - Löparö - Norrpada - Norröra - Räfsnäs - Röder - Rödlöga - Själbottna - Stomnarö - Sundskär - Svartlöga - Svartnö - Söderarm - Söderöra - Tjockö - Tyvö - Vidinge - Vidingsöra - Väringsö - Vättersö - Vätö - Yxlan - Ängsö | - Aspön - Björkskär - Bullerön - Djurö - Duvholmen - Finnhamn - Fjäderholmarna - Fåglarö - Gillinge - Gillöga - Grinda - Gustavsberg - Gällnö - Hemö-Bockö - Husarö - Hägerön - Ingarö - Ingmarsö - Korsö - Kålö - Lidingö - Lilla Nassa - Ljusterö - Lådna - Lökaön - Möja - Mörtö - Nämdö - Orrön - Ramsö - Rindö - Runmarö - Rögrund - Saltsjöbaden - Sandhamn - Seglarö - Siarö - Skarpö - Stora Nassa - Stora Timrarö - Storholmen - Svartsö - Södra Lagnö - Tranholmen - Tynningö - Uvön - Vaxholm - Vindö - Värmdö - Vårholma - Ålön - Ägnö - Östra Lagnö | - Askö - Aspö - Bedarön - Biskopsö - Dalarö - Fifång - Fjärdlång - Grän - Gålö - Huvudskär - Jungfruskär - Jutholmen - Järflotta - Kymmendö - Landsort - Långviksskär - Muskö - Mällsten - Norrö - Nynäshamn - Nåttarö - Oaxen - Ornö - Revskär - Rånö - Stora Björn - Torö - Utö - Viksten - Yxlö - Ålö - Äpplarö - Öja |